# Júlio Terceiro
Júlio David Terceiro, mais conhecido como Júlio Terceiro, ou Terceirinho (Osasco, 7 de maio de 1983) é um treinador de futebol e um ex-futebolista brasileiro que jogava como volante. Atualmente está sem clube.

## Carreira como técnico
Em 16 de março de 2017, sendo auxiliar técnico do Santa Cruz de Natal, foi efetivado no comando técnico do time, sendo essa sua primeira atividade como treinador principal de uma equipe. Sua missão como técnico era livrar o clube do rebaixamento no Campeonato Potiguar.

## Conquistas
- Campeão Copa Espírito Santo - 2005
- Campeão Copa Espírito Santo – 2006
- Campeão Capixaba Serie B - 2007
- Campeão Potiguar Segunda Divisão - 2016
- Copa Cidade de Natal: 2016
- Acesso a série C com Luverdense Esporte Clube - 2013
- Vice Campeão Capixaba - 2005
- Vice Campeão Capixaba - 2006
- Eleito Melhor Volante do Campeonato Capixaba - 2005 e 2007
- Eleito Melhor Primeiro Volante do RN - 2008 («Rádio Globo Natal - Tribuna do Norte». )